# Allacta
Allacta är ett släkte av kackerlackor. Allacta ingår i familjen småkackerlackor.

## Dottertaxa tillAllacta, i alfabetisk ordning[1]
- Allacta australiensis
- Allacta basivittata
- Allacta bimaculata
- Allacta bipunctata
- Allacta brossuti
- Allacta confluens
- Allacta crassivenosa
- Allacta deleportei
- Allacta diagrammatica
- Allacta diluta
- Allacta fascia
- Allacta funebris
- Allacta gautieri
- Allacta grandcolasi
- Allacta hamifera
- Allacta immunda
- Allacta interrupta
- Allacta karnyi
- Allacta labyrinthica
- Allacta locontii
- Allacta luteomarginata
- Allacta maculicollis
- Allacta mcgavini
- Allacta megamaculata
- Allacta megaspila
- Allacta modesta
- Allacta nalepae
- Allacta ornata
- Allacta pantherina
- Allacta parva
- Allacta persoonsi
- Allacta polygrapha
- Allacta puncticollis
- Allacta robusta
- Allacta srengi
- Allacta straatmani
- Allacta svensonorum
- Allacta transversa